# Borden-Carleton
Borden-Carleton – miasto (ang. town) w Kanadzie, w południowej części Wyspy Księcia Edwarda. Status miasta otrzymało w dniu 1 sierpnia 2012 roku.